# Clorotoxina
La clorotoxina es un péptido de 36 aminoácidos que se encuentra en el veneno de  escorpión palestino amarillo que bloquea los canales de cloro de pequeña conductancia. El hecho de que la clorotoxina se una preferentemente al células del glioma ha permitido el desarrollo de nuevos métodos, aún bajo investigación, para el tratamiento y diagnóstico de varios tipos de cáncer.

## Química
La clorotoxina es una pequeña toxina y a pH 7 está altamente cargada en forma positiva. Es un péptido que consta de 36 aminoácidos, con 8 cisteínas que forman cuatro enlaces disulfuro. La clorotoxina tiene una considerable homología de secuencia con la clase de pequeñas insectotoxinas.